# Alla Lyshafay
Alla Ivanovna Lyshafay (Chernigov, 24 de diciembre de 1983) es una futbolista que juega como defensa en el VDV Riazan ruso.
Comenzó su carrera en el Legenda Chernigov, con el que debutó en la Champions League en la 2001-02, la primera edición del torneo. Posteriormente fichó por el Gömrükçü Baku azerí (2003-04), para luego regresar al Legenda (2005-06).
Desde 2006 ha jugado en la liga rusa a excepción de una tercera etapa en el Legenda (2010), pasando sucesivamente por el Zvezda Perm (2006-09), el Zorky Krasnogorsk (2011-13) y el VDV Riazan (2013-act.).
Ha jugado la Champions League con los 5 equipos por los que ha pasado, y con la selección ucraniana jugó la Eurocopa 2009.